# 魏都区
魏都区（ぎと-く）は中華人民共和国河南省許昌市に位置する市轄区。

## 行政区画
- 街道:西大街街道、東大街街道、北大街街道、西関街道、南関街道、五一路街道、高橋営街道、丁荘街道、七里店街道、文峰街道、新興街道、半截河街道